# Macaulay рачунарски алгебарски систем
Macaulay је рачунарски алгебарски систем за рад полиномских прорачуна, нарочито Gröbner базних прорачуна. Macaulay је дизајниран за решавање проблема у комутативној алгебри и алгебарској геометрији.
Име је добила по  F.S. Macaulay, који је радио у теорији елиминације.
Macaulay е развијен од стране Dave Bayer и Mike Stillman а касније потпуно преписан од стране  Dan Grayson и Mike Stillman као Macaulay2.